# Kamena (Mostar, BiH)
Kamena  je naseljeno mjesto u gradu Mostaru, Federacija Bosne i Hercegovine, BiH.

## Povijest
Nakon potpisivanja Daytonskog mirovnog sporazuma izdvojeno je istoimeno naseljeno mjesto koje je pripalo općini Istočni Mostar koja je ušla u sastav Republike Srpske.

## Stanovništvo

### 1991.
Nacionalni sastav stanovništva 1991. godine, bio je sljedeći:
ukupno: 399
- Muslimani - 242
- Hrvati - 155
- ostali, nepoznati i neopredijeljeni  - 2

### 2013.
Prema popisu iz 2013. godine bilo je bez stanovnika.